# Championnat d'Équateur de football 1960
Navigation
Saison précédente Saison suivante
La saison 1960 du Championnat d'Équateur de football est la 2e édition du championnat de première division en Équateur. Les quatre meilleurs clubs du championnat Guayaquil ainsi que les quatre meilleures formations du championnat Interandinos se retrouvent au sein d'une poule unique où ils affrontent deux fois au cours de la saison, à domicile et à l'extérieur, les clubs issus de l'autre championnat que le leur.
C'est le club du Barcelona Sporting Club qui termine en tête du classement du championnat cette saison, avec deux points d'avance sur le tenant du titre, le Club Sport Emelec et trois sur le Club Sport Patria. C'est le premier titre de champion de l'histoire du club.

## Les clubs participants
| - Guayaquil : - Club Deportivo Everest - Champion - Club Sport Emelec - Vice-champion - Barcelona Sporting Club - Club Sport Patria | - Interandinos : - LDU Quito - Champion - Deportivo Quito - Vice-champion - Sociedad Deportivo España - Club Social y Deportivo Macará |

## Compétition

### Classement
Le barème utilisé pour établir le classement est le suivant :
- Victoire : 2 points
- Match nul : 1 point
- Défaite : 0 point

| Rang | Équipe                         | Pts | J | G | N | P | Bp | Bc | Diff |
| ---- | ------------------------------ | --- | - | - | - | - | -- | -- | ---- |
| 1    | Barcelona Sporting Club        | 13  | 8 | 6 | 1 | 1 | 16 | 4  | +12  |
| 2    | Club Sport Emelec T            | 11  | 8 | 5 | 1 | 2 | 23 | 17 | +6   |
| 3    | Club Sport Patria              | 10  | 8 | 4 | 2 | 2 | 19 | 14 | +5   |
| 4    | Deportivo Quito                | 9   | 8 | 4 | 1 | 3 | 13 | 12 | +1   |
| 5    | Club Deportivo Everest         | 9   | 8 | 4 | 1 | 3 | 15 | 16 | -1   |
| 6    | LDU Quito                      | 5   | 8 | 1 | 3 | 4 | 10 | 15 | -5   |
| 7    | Club Social y Deportivo Macará | 4   | 8 | 2 | 0 | 6 | 16 | 26 | -10  |
| 8    | Sociedad Deportivo España      | 3   | 8 | 1 | 1 | 6 | 12 | 20 | -8   |

|  | Qualification pour la Copa Libertadores 1961 |
|  | T : Tenant du titre                          |

### Matchs
| Résultats (▼dom., ►ext.)       | BAR | EME | EVE | PAT | QUI | ESP | LDQ | MAC |
| Barcelona Sporting Club        |     |     |     |     | 1-0 | 2-0 | 4-0 | 4-1 |
| Club Sport Emelec              |     |     |     |     | 5-1 | 4-2 | 3-1 | 3-2 |
| Club Deportivo Everest         |     |     |     |     | 1-0 | 2-1 | 2-1 | 3-4 |
| Club Sport Patria              |     |     |     |     | 3-5 | 2-1 | 2-2 | 7-2 |
| Deportivo Quito                | 1-0 | 2-1 | 3-0 | 1-1 |     |     |     |     |
| Sociedad Deportivo España      | 2-4 | 2-2 | 2-3 | 2-1 |     |     |     |     |
| LDU Quito                      | 0-0 | 4-1 | 2-2 | 0-1 |     |     |     |     |
| Club Social y Deportivo Macará | 0-1 | 3-4 | 3-2 | 1-2 |     |     |     |     |

## Bilan de la saison
| Championnat d'Équateur de football 1960 |                                     |
| Champion                                | Barcelona Sporting Club (1er titre) |
| Qualifications continentales            |                                     |
| Copa Libertadores 1961                  | Barcelona Sporting Club             |
| Promotions et relégations               |                                     |
| Promus en Primera División              | Aucun                               |
| Relégués en Segunda División            | Aucun                               |